# Mastoidutskottet

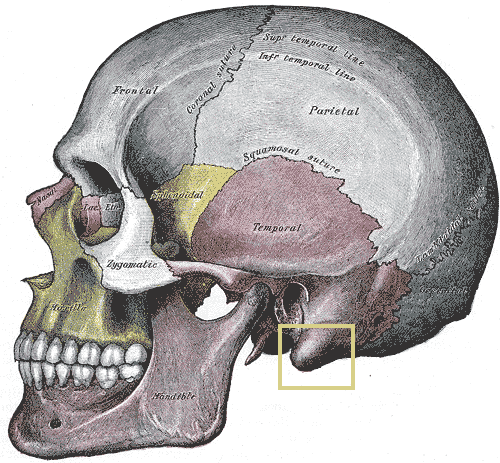
Mastoidutskottet markerat.

Mastoidutskottet eller Processus mastoideus (processus = latin för utskott ) är ett rundat utskott av tinningbenet som sitter nedanför hörselgången. Kallas också vårtbensutskottet. Här fäster muskeln sternocleidomastoideus.
Blåmärken över processus mastoideus kan vara Battles tecken.